# سنگ‌خزه‌تباران
سنگ‌خزه‌تباران (نام علمی: Charophyta) نام یک کلاد از کلاد گیاهان است.